# Diplobrachia floridensis
Diplobrachia floridensis är en ringmaskart som beskrevs av Southward 1971. Diplobrachia floridensis ingår i släktet Diplobrachia och familjen skäggmaskar. Inga underarter finns listade i Catalogue of Life.